# Pithecia aequatorialis
Pithecia aequatorialis é uma espécie de parauaçu, um Macaco do Novo Mundo, da família Pitheciidae e subfamília Pitheciinae. Ocorre no Peru e Equador.